# Trichodelitschia
Trichodelitschia — рід грибів родини Phaeotrichaceae. Назва вперше опублікована 1953 року.